# نفت سبک بانی
نفت سبک بانی به نفت خام نیجریه، با درجه سنگینی ای‌پی‌آی API بالا گفته می‌شود، که در حوزه دلتای نیجر یافت می‌شود و به لحاظ تولید در مناطق اطراف شهر بانی، نیجریه، نام این شهر را بر آن نهاده‌اند. محتوای بسیار کم گوگرد در نفت خام سبک بانی، آن را به یکی از مطلوب‌ترین نفت‌های جهان تبدیل کرده‌است.
رده‌های دیگری از نفت خام نیز در کشور نیجریه وجود دارد، ولی کیفیت بالای نفت سبک بانی، باعث شده که تقاضای خرید این محصول، از سوی پالایشگاه‌های آمریکایی و اروپایی افزایش یابد. از این رو، نفت بانی به یک منبع عمده تولید درآمد برای کشور نفت خیز نیجریه تبدیل شده‌است.